# Jurij Češev
Jurij Sergeevič Češev (in russo Юрий Сергеевич Чешев?; Volgograd, 26 giugno 1986) è un pallanuotista russo, vincitore di 5 campionati russi, 4 Coppe di Russia e una LEN Euro Cup con la calottina dello Spartak Volgograd, oltre ad essere membro della propria nazionale.

## Palmarès
- Campionato russo: 5

Spartak: 2010, 2011, 2012, 2013, 2014
- Coppa di Russia maschile: 4

Spartak: 2007, 2009, 2012, 2013
- Coppe LEN: 1

Spartak: 2014